# 1711
- Wikisource

| Calendário gregoriano                                                        | 1711 MDCCXI                          |
| Ab urbe condita                                                              | 2464                                 |
| Calendário arménio                                                           | 1160 – 1161                          |
| Calendário bahá'í                                                            | -133 – -132                          |
| Calendário budista                                                           | 2255                                 |
| Calendário chinês                                                            | 4407 – 4408 Início a 17 de fevereiro |
| Calendário copta                                                             | 1427 – 1428                          |
| Calendário etíope                                                            | 1703 – 1704                          |
| Calendários hindus - Vikram Samvat - Calendário nacional indiano - Cáli Iuga | 1766 – 1767 1632 – 1633 4811 – 4812  |
| Calendário Holoceno                                                          | 11711                                |
| Calendário islâmico                                                          | 1123 – 1124                          |
| Calendário judaico                                                           | 5471 – 5472                          |
| Calendário persa                                                             | 1089 – 1090                          |
| Calendário rúnico                                                            | 1961                                 |
| Calendário solar tailandês                                                   | 2254                                 |

1711 (MDCCXI, na numeração romana)  foi um ano comum do século XVIII do actual Calendário Gregoriano, da Era de Cristo, e a sua letra dominical foi D (53 semanas), teve início a uma quinta-feira e terminou também a uma quinta-feira.
| Ano completo                        |
| ----------------------------------- |
| Ano comum com início à quinta-feira |

## Eventos
- Criação da Superintendência das Minas de Ouro do Serro Frio, em Minas Gerais, para a qual foi nomeado o Sargento-mor Lourenço Carlos Mascarenhas.
- É fundada no Brasil a Capitania de Nossa Senhora do Rosário de Paranaguá no litoral sul da colônia.

## Junho
- 9 de Junho - Inicio da construção da Ermida de Nossa Senhora da Boa Hora, na Fajã de Santo Amaro, concelho de Velas, ilha de São Jorge.[1]

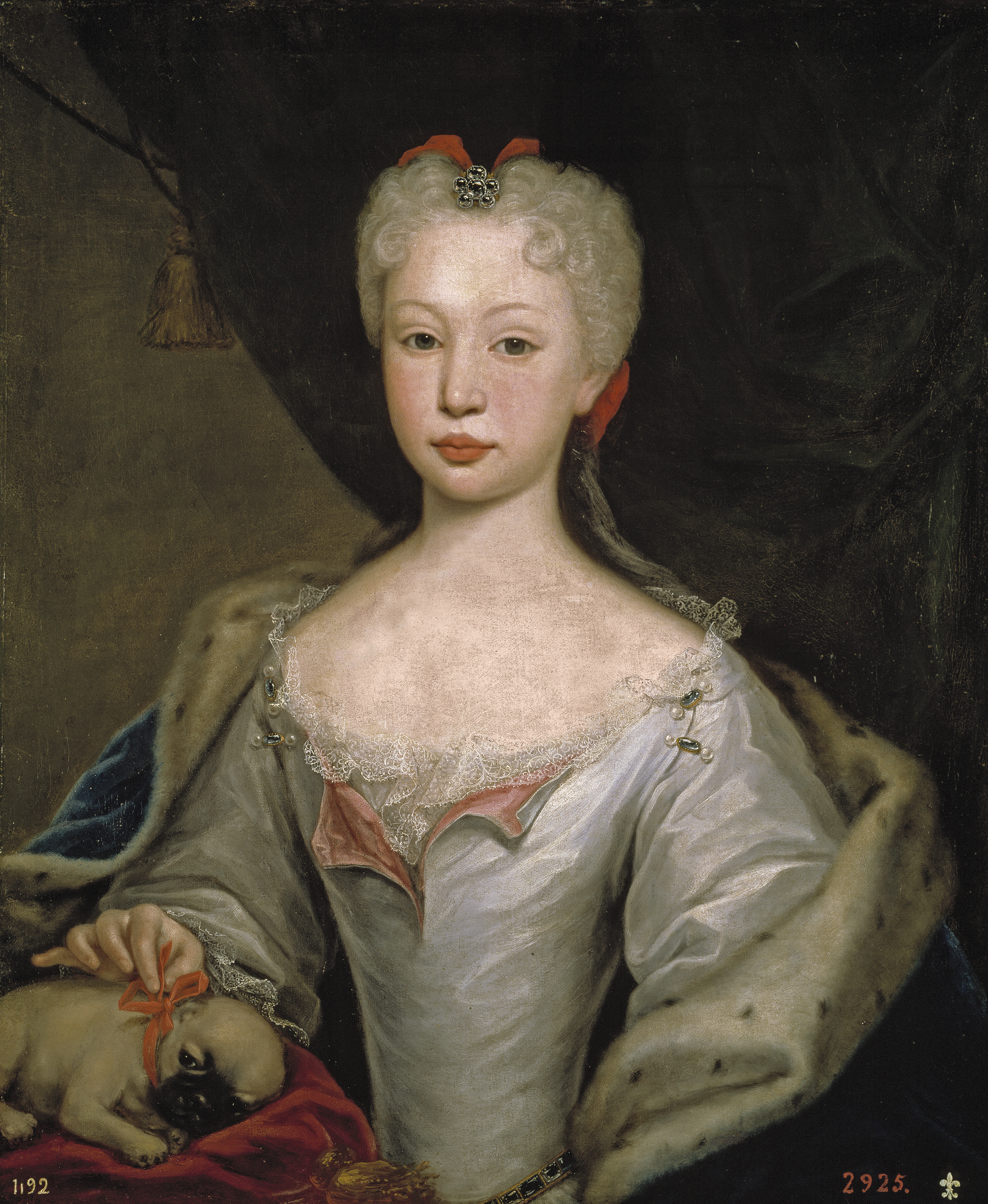
Maria Bárbara de Bragança. Retrato de Domenico Duprà. Museu do Prado.

- 7 de Maio — David Hume, filósofo escocês (m. 1776).
- 12 de Agosto — Dom João de São José de Queirós, 4º Bispo do Pará.
- 19 de Novembro — Mikhail Lomonosov, cientista e artista russo.
- 4 de Dezembro — Maria Bárbara de Bragança, infanta de Portugal, rainha consorte de Espanha (m. 1758).

## Mortes
- 5 de Janeiro - Manuel Botelho de Oliveira, advogado, político e poeta barroco brasileiro (n. 1636).
- 16 de Junho - Maria Amália da Curlândia, esposa do conde Carlos I de Hesse-Cassel (n. 1653).
- 28 de Julho - Gérard de Lairesse, foi pintor, desenhista, aquafortista, gravador e teórico de arte holandês (n. 1640).

## Por tema
- 1711 no Brasil
- 1711 na literatura